# Ulrich Adjovi
Ulrich Adjovi, né en 1985 à Ouidah, au Bénin, est un entrepreneur, promoteur culturel et industriel bénino-français, surnommé "le roi du divertissement" au Bénin.
Il est le fondateur et PDG du Groupe Empire, un groupe d’entreprises actif dans les secteurs de l’hôtellerie, de la restauration, du divertissement, de la musique, de la communication, de l’industrie, de l’immobilier et du tourisme. Il est également représentant d’Universal Music Africa dans plusieurs pays africains et président du Festival International des Arts du Bénin (FINAB).
En 2024, il ouvre L’Héritage 105, un restaurant situé dans le 8e arrondissement de Paris, et poursuit son expansion internationale,,,,.

## Biographie

### Naissance et famille
Ulrich Adjovi est né en 1985 au Bénin. Son père, Sévérin Adjovi, est une figure politique et un homme d'affaires béninois ayant occupé plusieurs postes importants : 
- Député à l'Assemblée nationale (1991-1995) et premier vice-président de l’institution ;
- Ministre de la Défense nationale (1996-1998) ;
- Ministre de la Culture et de la Communication (1998-1999) ;
- Ministre du Commerce, de l'Artisanat et du Tourisme (1999-2001) ;
- Maire de Ouidah (2008-2015).

En plus de ses fonctions politiques, Sévérin Adjovi est également connu pour son rôle dans le secteur des affaires, notamment en tant qu'associé fondateur et administrateur de Telecel Bénin SA depuis 1997,.

### Formation et début de carrière
Après l'obtention de son baccalauréat au Bénin, Ulrich Adjovi poursuit des études en France, où il se spécialise en expertise comptable et devient expert en ingénierie financière. Il travaille ensuite pour le cabinet Deloitte, In Extenso, avant de retourner au Bénin pour lancer sa carrière entrepreneuriale,,.

## Carrière

### Fondation du Groupe Empire
En 2013, Ulrich Adjovi fonde le Groupe Empire qui s’étend à plusieurs secteurs. Aujourd’hui, le Groupe Empire regroupe 25 entreprises en Afrique réparties dans les domaines du divertissement, la restauration, l’hôtellerie, du cinéma, les nouvelles technologies, le commerce , l’événementiel , la sécurité , l'immobilier , l’industrie , etc.

### Performances et expansion du Groupe Empire
En 2022, le Groupe Empire atteint un chiffre d’affaires de 7 milliards de fcfa, organise plus de 8 470 événements et emploie plus de 1 200 collaborateurs dans des pays comme le Nigeria, le Togo, la Côte d’Ivoire, le Burkina Faso et le Congo,,,.

### Newafrica Industries Packaging and Recycling Sas
Le 1er juillet 2022, New Africa Industries Packaging and Recycling SAS, une entreprise béninoise fondée par Ulrich Adjovi, a signé un contrat de partenariat avec la Société d’Investissement et de Promotion de l’Industrie (SIPI) Bénin. Cet accord vise à permettre l’implantation de l’entreprise dans la zone industrielle de glo djigbé, un pôle stratégique pour le développement industriel du Bénin. Grâce à ce partenariat, Ulrich Adjovi figure parmi les 32 investisseurs actifs dans cette zone,,,.

### Franchises internationales
Ulrich Adjovi introduit au Bénin une franchise internationale : Nicolas, une enseigne française spécialisée dans les vins et spiritueux, et filiale du groupe Castel, leader mondial dans ce secteur.

### Projets internationaux
En 2024, Ulrich Adjovi inaugurait L'Héritage 105, un restaurant bistronomique raffiné situé au 8e arrondissement de Paris, rue du Faubourg Saint-Honoré. Cet établissement propose une cuisine élaborée, un cigar bar, ainsi que des espaces de privatisation pour des événements privés et professionnels,,,.

## Événements phares organisés

### Festival International des Arts du Bénin (FINAB)
En 2023, Ulrich Adjovi crée le FINAB, une initiative qui promeut les arts béninois sous toutes leurs formes. Ce festival met en avant des talents locaux et internationaux dans les domaines de la musique, du cinéma, de la mode, du théâtre, de la danse et de l’artisanat, tout en valorisant le patrimoine culturel béninois.

### COTONOU Congrès 2023 de l’AIMF
En 2023, le Congrès de l’Association Internationale des Maires Francophones (AIMF) se déroula à Cotonou grâce à l’organisation du Groupe Empire. Cet événement réunit des maires et décideurs de pays francophones autour des enjeux liés au développement urbain et à la coopération.

### FIDEPA (Forum International de la Démocratie Participative)
Ulrich Adjovi initie également le FIDEPA, un forum consacré aux questions de démocratie participative en Afrique et dans le monde. Ce rassemblement regroupe des leaders politiques, des experts et des citoyens engagés pour débattre des stratégies qui permettent de renforcer la participation démocratique.

### 20 ans de carrière de Singuila
Le 9 novembre 2024, il organise à Family Beach, à Cotonou, un concert qui célèbre les 20 ans de carrière de Singuila. Cet événement exclusif voit la participation d’Axel Merryl, humoriste et chanteur béninois.

### Concert de Kizz Daniel à Cotonou
En 2022, Ulrich Adjovi organise un concert historique avec Kizz Daniel, artiste nigérian célèbre pour son tube Buga. L’événement, qui réunit 80 000 spectateurs à Cotonou, établit un record sans précédent au Bénin et renforce la réputation du pays dans l’industrie musicale.

### Concert de Dadju à Cotonou
En 2021, le Groupe Empire a invité l'artiste franco-congolais Dadju pour un concert à Cotonou. Cet événement a attiré une foule nombreuse, et témoigne de l'engouement du public béninois pour la musique urbaine francophone.
Le Groupe Empire a également organisé divers concerts de grande envergure avec des artistes tels que Koffi Olomidé, Kerozen DJ et d’autres stars. Ces événements attirent des milliers de spectateurs et positionnent Cotonou comme une destination culturelle majeure en Afrique,.

### Open Mic Academy
Le Groupe Empire, en collaboration avec le label Black Music Industry (BMI), crée l’Open Mic Academy, une compétition destinée à révéler et former de jeunes talents africains dans le domaine de la musique. En 2024, cette initiative met en avant des artistes émergents, notamment Ozirix, lauréat de l’édition.
L’Open Mic Academy propose également des formations, des ateliers et un encadrement professionnel aux participants pour les aider à perfectionner leurs compétences et à se faire connaître sur les scènes nationale et internationale,,..

## Distinctions
- Ulrich Adjovi figure dans le Choiseul 100 Africa en 2023 et 2024, un classement prestigieux qui recense les jeunes leaders africains influents. Sa présence deux années consécutives reflète son influence croissante sur le continent ;
- Il est classé par Forbes Africa parmi les entrepreneurs africains les plus inspirants, grâce à ses réalisations dans les domaines du divertissement, de la culture et de l’industrie ;
- En 2024, il reçoit une distinction spéciale pour son rôle dans le développement culturel et économique de l’Afrique ;
- En 2023, Music In Africa le place parmi les 35 personnalités influentes de l’industrie musicale en Afrique francophone ;
- En 2020, il crée les Bénin CEO Awards, une cérémonie qui récompense les chefs d’entreprises ayant marqué l’économie béninoise[1],[4].

## Impact culturel et social
Ulrich Adjovi, à travers le Groupe Empire, multiplie les initiatives pour promouvoir la culture béninoise et africaine. Il lance des projets ambitieux, notamment le label Black Music Industry (BMI), le FINAB, l’Open Mic Academy et l’École des Affaires, qui contribuent à la formation et à la mise en lumière des talents locaux.
En complément, il initie d'autres projets, tels que :
- Les Bénin CEO Awards, qui honorent les chefs d’entreprise ayant marqué l’économie béninoise ;
- L’Héritage 105, un restaurant bistronomique qui célèbre l’art culinaire africain à Paris;
- Le FIDEPA (Forum International de la Démocratie Participative), qui ouvre des discussions sur la participation démocratique en Afrique.

Son rôle dans l’organisation de concerts internationaux, comme ceux de Kizz Daniel, Singuila, Dadju, Kerozen DJ et Koffi Olomidé, contribue à positionner le Bénin comme une destination incontournable sur la scène mondiale du divertissement. Par ses efforts, Ulrich Adjovi renforce la visibilité du Bénin et de l’Afrique à l’échelle internationale, tout en soutenant activement les jeunes talents et les entrepreneurs africains,,,,.

## Vie privée
Ulrich Adjovi est marié et père de trois enfants. Il réside entre Cotonou, Abidjan et Paris.
Passionné par les jeux de table, comme le ping-pong, ainsi que par le basketball et le tennis, il a remporté plusieurs distinctions, notamment le titre de champion de l’African Poker Tour. En parallèle, il s’investit dans l’accompagnement des jeunes talents africains en initiant des programmes de mentorat et en soutenant l’entrepreneuriat sur le continent.